# 汶萊漁業
漁業，是汶萊最大的收入來源之一。魚產品是汶萊人民飲食中蛋白質的主要來源。婆羅洲的沿海位置使其成為進行商業和自給性捕魚的理想地點。
汶萊的大多數漁場都靠近汶萊河口的紅樹林沼澤，那裡有豐富的養分可供魚類繁殖。
許多汶萊人居住在汶萊首都斯里巴加灣市的甘榜亞逸，水面上有干欄屋，方便人們進入開放水域。
大規模商業捕魚通常將捕獲的鮮魚出口到中國和台灣等鄰國，例如最近繁殖的高需求魚種，例如老鼠斑和鳃棘鲈，如果出售到中國和台灣，市場價格為每公斤160汶萊幣，小型的商業捕魚通常在濕貨市場出售。
通常的捕撈方式是浮絹、拖網和箱籠。